# Município de Walnut Grove (condado de Granville, Carolina do Norte)
Localização da Carolina do Norte nos E.U.A.
O município de Walnut Grove (em inglês: Walnut Grove Township) é um localização localizado no  condado de Granville no estado estadounidense da Carolina do Norte. No ano 2010 tinha uma população de 2.373 habitantes.

## Geografia
O município de Walnut Grove encontra-se localizado nas coordenadas 36° 21′ 38,51″ N, 78° 43′ 32,01″ O.